# Chevalier Jackson
Chevalier Q. Jackson (* 4. November 1865 in Pittsburgh; † 16. August 1958 in Philadelphia) war ein US-amerikanischer Mediziner (Hals-Nasen-Ohren-Heilkunde), der zu seiner Zeit als einer der bedeutendsten Laryngologen galt.
Jackson studierte ab 1879 Medizin an der University of Pittsburgh (damals Western University of Pennsylvania) und erhielt seinen M.D. Abschluss vom Jefferson Medical College in Philadelphia 1886. Danach praktizierte er in Pittsburgh, spezialisierte sich aber bald auf Laryngologie, wozu er auch Kliniken in Europa besuchte und in Großbritannien den Spezialisten Morell McKenzie. 1912 bis 1916 war er Professor für Laryngologie an der University of Pittsburgh, danach 1916 bis 1930 Professor am Jefferson Medical College, wo er 1924 Vorstand der Abteilung wurde. Außerdem hatte er Professuren an der University of Pennsylvania, Temple University, und am Woman´s Medical College of Pennsylvania (deren Präsident er 1935 bis 1941 war), auch nachdem er 1930 offiziell am Jefferson Medical College in den Ruhestand gegangen war. 
Jackson entwickelte endoskopische Verfahren zur Untersuchung der oberen Luftwege (Bronchoskopie) und der Speiseröhre (Ösophagoskopie) und sichere Methoden Fremdkörper aus Speiseröhre und Luftwegen zu entfernen. In den USA war er maßgeblich für ein Gesetzesvorhaben (Federal Caustic Poison Act von 1927) zur Kennzeichnung giftiger oder gefährlicher Substanzen verantwortlich mit dem Ziel Kinder von gefährlichen Substanzen fernzuhalten.
Er schrieb zwölf Lehrbücher, vier Monographien und über 400 wissenschaftliche Aufsätze. 1929 erhielt er die Elliott Cresson Medaille des Franklin Institute.
Er war seit 1899 mit Alice B. White verheiratet. Sein Sohn Chevalier Lawrence Jackson (geboren 1900) war ebenfalls Professor für Medizin (an der Temple University) im selben Fachgebiet wie sein Vater.